# Tully (ville, New York)
Pour les articles homonymes, voir Tully.
Ne doit pas être confondu avec Tully (village, New York).
Tully est une ville du comté d'Onondaga, dans l'État de New York, aux États-Unis,. En 2010, elle comptait une population de 2 738 habitants.

## Démographie
Lors du recensement de 2010, la ville comptait une population de 2 738 habitants. Elle est estimée, en 2016, à 2 714 habitants.